# Don Wayne
Don Wayne (* 30. Mai 1933; † 19. Juli 2019) war ein US-amerikanischer Zauberkünstler, der für viele berühmte Zauberer Illusionen erfunden und weiterentwickelt hat.

## Leben
Don Wayne hat viele verschiedene Zaubertricks erfunden, die heute viele professionelle Zauberer vorführen. Er führte eine Firma namens „Don Wayne Magic Inc.“, über welche er für TV, Theater und verschiedene Freizeitparks arbeitet. In dem US-amerikanischen Zaubermagazin Magic Magazine wurde er als einer der einflussreichsten und kreativsten Zauberer der letzten 100 Jahren beschrieben. Außerdem gewann er einige Wettbewerbe und erhielt wichtige Auszeichnungen, wie zum Beispiel von der International Magicians Society die Auszeichnung „Zaubertrickgestalter und Erfinder des Jahrzehnts“ sowie einen Emmy für seine herausragenden visuellen Effekte.
Am meisten bekannt ist er für seine Arbeit für den Zauberkünstler und Illusionist David Copperfield, für den er mehr als 18 Jahre lang seine Zauberkunststücke erfunden hat. Auch für 17 seiner TV-Auftritte und mehr als 800 Wochen seiner Tour versorgte er ihn mit seinen Ideen und Effekten.
Außerdem arbeitete er mit folgenden Künstlern zusammen oder erfand für diese Zaubertricks: Michael Jackson, Britney Spears, Cher, Siegfried & Roy, Criss Angel, Mark Wilson, Hans Klok, Luís de Matos, Chris Hart, Jason Byrne, Florian Zimmer und Robert Gallup.